# Єлубкіно
Єлу́бкіно (рос. Елубкино, марій. Йолопкан) — присілок у складі Гірськомарійського району Марій Ел, Росія. Входить до складу Троїцько-Посадського сільського поселення.

## Населення
Населення — 32 особи (2010; 60 у 2002).
Національний склад (станом на 2002 рік):
- гірські марійці — 100 %